# Félix Weinberg
Félix Weinberg (Buenos Aires, 1927-Bahía Blanca, 15 de abril de 2007) fue un escritor, historiador, editor, educador e investigador argentino. Miembro de número de la Academia Nacional de la Historia de la República Argentina. 

## Biografía

### Primeros años
Nació en 1927 en la ciudad de Buenos Aires, aunque pasó su infancia en Guardia Escolta (Santiago del Estero). Sus padres fueron inmigrantes ucranianos de origen judío, procedentes de la zona de Kiev.
Asistió hasta cuarto grado a la escuela Láinez para, al año siguiente, en 1943, seguir sus estudios en el colegio Nicolás Avellaneda de Buenos Aires. Su hermano Gregorio Weinberg había estudiado en esa institución y su hermana Dora había llegado a Buenos Aires ya con el magisterio realizado en Bandera, Santiago del Estero.

### Carrera
Egresó en 1950 como profesor de Historia del Instituto Nacional Superior de Profesorado donde ganó el primer premio en el concurso histórico-literario. Fue docente de nivel secundario en el Colegio Nacional de Vicente López y en el turno vespertino se llegaba desde Parque Chas hasta el Colegio Esteban Echeverría de Ramos Mejía. Pronto obtuvo por concurso una cátedra docente en el Colegio Nacional Buenos Aires.
Gracias a la insistencia de Héctor Ciocchini, profesor de la Universidad Nacional del Sur, llegó a Bahía Blanca en 1966 con un contrato de un año a prueba, para incorporarse como docente de historia argentina. Además de su producción, dispersa en artículos académicos y libros, supo escribir reseñas en revistas como Libros de Hoy (1951-1955), Continente (1954), Revista de Historia (1958) y Revista de la Universidad de Buenos Aires (1960), entre otras publicaciones.
Realizó estancias de investigación, consultas en archivos y repositorios documentales en Brasil, Chile, Uruguay, España, Alemania y Estados Unidos, gracias a la Beca Guggenheim. En Estados Unidos también experimentó los primeros avances en la digitalización de la información. Visitó archivos y bibliotecas de distintos países y para aquellos que estaban fuera de su alcance supo contar con el auxilio de sus sobrinos y de las bibliotecarias que solícitas contestaban sus consultas por correspondencia. Las pistas de manuscritos y primeras ediciones, como la que halló en Brasil de la obra de Juan Gualberto Godoy.
El trabajo de investigación para la escritura de El salón literario de 1837 no se realizó exclusivamente en archivos y bibliotecas públicas. Weinberg consultó la Biblioteca Americana de Enrique Tomasich, al que le agradeció por colaborar de manera “constante y generosa” con el trabajo del historiador. Tiempo después esta biblioteca fue adquirida por la editorial Solar con el objetivo de “convertirla en un centro vivo de una actividad cultural”, gracias a las gestiones de Gregorio Weinberg y el apoyo del principal accionista del sello, Rodolfo Schwarz. Los libros y recortes periodísticos recopilados por Tomasich llegaron a la sede editorial de Venezuela 3079 pero antes que se pudieran catalogar y clasificar, un accidente con una estufa generó un incendio por el que se perdió la Biblioteca Americana. El fuego devoró también las páginas que Félix Weinberg había entregado para la publicación de una nueva antología con “el texto original en inglés y su respectiva traducción al español de las entradas que sobre los vocablos ‘Río de la Plata’, ‘Provincias Unidas del Río de la Plata’, ‘Confederación Argentina’ o ‘Argentina’ (y otras diferentes denominaciones) aparecían en las distintas ediciones de la Enciclopedia Británica desde su primera edición (1768) hasta la de 1910”.
En la Universidad Nacional del Sur tuvo a su cargo desde 1971 la cátedra de Historiografía argentina, fue miembro del consejo editor de la revista Cuadernos del Sur y director del Centro de Estudios Regionales que lleva su nombre desde el 2011. Fue miembro correspondiente por la Provincia de Buenos Aires y luego de número de la Academia Nacional de la Historia de la República Argentina.

## Fallecimiento
Falleció en Bahía Blanca, el 15 de abril de 2007.

## De sus donaciones
En noviembre de 1983 donó a la biblioteca del Departamento de Humanidades los 187 volúmenes del Diario de Sesiones del Honorable Senado de la Nación entre 1854 y 1975.
Avanzado el siglo XXI decidió legar su biblioteca y archivo personal a la institución que lo deslumbró cuando llegó a la ciudad por primera vez, la Biblioteca Popular Asociación Bernardino Rivadavia.

## Matrimonio
En 1969 contrajo matrimonio con la lingüista bahiense María Beatriz Fontanella.

## Obras

### Autor
- Esteban Echeverría: ideólogo de la segunda revolución. Taurus, 2006 - 367 p. ISBN 9870404758, ISBN 9789870404750
- Dos utopías argentinas de principios de siglo. Solar/Hachette, 1976 - 194 p.
- Vida e imagen de Sarmiento. Editorial Universitaria de Buenos Aires, 1963 - 70 p.
- Las ideas sociales de Sarmiento.Editorial Universitaria de Buenos Aires, 1988 - 201 p. ISBN 950230408X, ISBN 9789502304083
- Homenaje a Esteban Echeverría, 1805-1851. En coautoría con Pedro Luis Barcia. Edición ilustrada. Academia Argentina de Letras, 2004 - 40 p. ISBN 9505850735, ISBN 9789505850730
- Juan Gualberto Godoy: literatura y política: poesía popular y poesía gauchesca. Solar, 1970 - 273 p.
- Un Anónimo poema gauchesco de 1825 sobre la Guerra de la Independencia. Universidad Nacional del Sur, Extensión Cultural, 1968 - 101 p.
- La literatura argentina: vista por un crítico brasileño en 1844. Universidad Nacional del Litoral, Facultad de Filosofía y Letras, 1961 - 71 p.
- Florencio Varela y el "Comercio del Plata". Instituto de Humanidades, Universidad Nacional del Sur, 1970 - 311 p.
- Historia del sudoeste bonaerense. En coautoría con  Hernán A. Silva. Edición ilustrada. Plus Ultra, 1988 - 328 p. ISBN 9502109406, ISBN 9789502109404
- Manual de historia de Bahía Blanca. Edición 2. Departamento de Ciencias Sociales, Universidad Nacional del Sur, 1978 - 288 p.
- ¿Qué le dio al país la generación del '37?. Taurus, 2002 - 10 p.
- El salón literario de 1837: separata. Librería Hachette, 1958 - 101 p.
- El Salón literario de 1837: con escritos de M. Sastre, J. B. Alberdi, J. M. Gutiérrez, E. Echeverría. Edición 2. Librería Hachette, 1977 - 203 p.
- La época de Rosas: selección. Centro Editor de América Latina, 1967 - 116 p.
- Los comienzos de la novela romántica en el Río de la Plata: Alejandro Magariños Cervantes. Publisher not identified - 26 p.
- Sarmiento y los orígenes del radicalismo. Plenario, 1994 - 26 p.
- Poblamiento, inmigración y cambio social: Bahía Blanca y el sudoeste bonaerense. Centro de Estudios Regionales, Departamento de Humanidades, Universidad Nacional del Sur, 1991 - 103 p.

### Editor
- Vieytes, Juan Hipólito: Antecedentes económicos de la Revolución de Mayo: escritos publicados en el Semanario de Agricultura, Industria y Comercio (1802-1806). Raigal, 1956 - 410 p.
- Ascasubi, Hilario: La Primera versión del "Santos Vega" de ascasubi. Compañía General Fabril Editora, 1974.
- Mármol, José: Manuela Rosas y otros escritos políticos del exilio. Taurus, 2001 - 302 p. ISBN 9505117523, ISBN 9789505117529